# Atoyac de Álvarez
Atoyac de Álvarez è un comune del Messico, situato nello stato di Guerrero.